# Albert Cohen (Mathematiker)

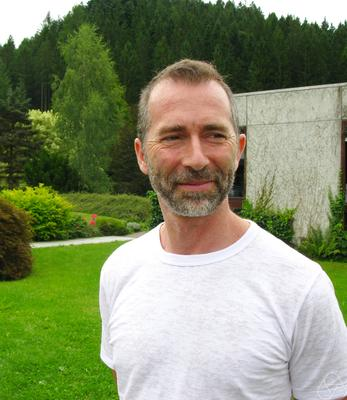
Albert Cohen am MFO, 2010

Albert Cohen (* 29. Juni 1965 in Paris) ist ein französischer Mathematiker, der sich mit Wavelets und Methoden der Bildkompression befasst. Er spezialisiert sich auf Approximationstheorie, numerische Analyse und digitale Signalverarbeitung.
Cohen studierte 1984 bis 1987 an der École polytechnique und wurde 1990 an der Universität Paris IX (Dauphine) bei Yves Meyer promoviert (Wavelets, Multiresolution Analysis and Digital Signal Processing). Als Post-Doktorand war er an den Bell Laboratories in Murray Hill. 1992 habilitierte er sich in Paris und war 1993 bis 1995 Assistenzprofessor an der École Nationale Supérieure de Techniques Avancées (ENSTA) in Paris. Ab 1995 war er Professor am Labor Jacques Louis-Lions der Universität Paris VI (Pierre et Marie Curie). 
Mit Ingrid Daubechies und Jean-Christophe Feauveau entwickelte er 1990 Cohen-Daubechies-Feauveau-Wavelets (CDF-Wavelets), den ersten biorthogonalen Wavelets. Sie werden vom JPEG-2000 Standard zur Bildkompression verwendet.
2000 erhielt er den Prix Jacques Herbrand der Académie des sciences. 1995 erhielt er den V. A. Popov Preis in Approximationstheorie und 2004 den Blaise Pascal Preis, 2020 die Blaise-Pascal-Medaille. 2002 war er Invited Speaker auf dem Internationalen Mathematikerkongress in Peking (Adaptive methods for PDE´s: Wavelets or Mesh Refinement?).

## Schriften
- Numerical Analysis of Wavelet Methods, Elsevier 2003